# JNC
JNC는 대한민국의 남성 음악 그룹이다. 키스엔터테인먼트 소속이다. 정규 앨범 《The New History Begins》로 데뷔하였다.

## 개요
KBS 《뮤직뱅크》에서 타이틀 곡 《하루가 지나고》 로 데뷔하였다. 뮤직비디오 활동으로 But을 활동하였다. 당시에 HOT 도 활동했으나, TV 라이브 '와우'로 다른 활동을 했다.

## 앨범
정규
- 《The New History Begins》